# شیه ویجون
شیه ویجون (انگلیسی: Xie Weijun؛ زادهٔ ۱۴ نوامبر ۱۹۹۷) بازیکن فوتبال اهل چین است.
از باشگاه‌هایی که در آن بازی کرده‌است می‌توان به باشگاه فوتبال تیانجین تایگرز اشاره کرد.
وی همچنین در تیم‌های ملی فوتبال زیر ۲۳ سال و بزرگسالان چین بازی کرده‌است.